# Psittacara wagleri
Il parrocchetto frontescarlatta (Psittacara wagleri (Gray, 1845)) è un uccello della famiglia degli Psittacidi.

## Descrizione
Simile al parrocchetto mascherato (Psittacara erythrogenys), con taglia attorno ai 36 cm, si differenzia per avere il rosso su fronte e corona e non una ampia maschera facciale, per alcune scaglie rosse sparse sul collo che invece non compaiono nel parrocchetto mascherato e per la mancata colorazione rossa sulle spalle.

## Distribuzione e habitat
Abita le foreste andine, dal Venezuela al Perù, fino a 3000 metri di altitudine.

## Tassonomia
È suddiviso in quattro sottospecie:
- P. w. wagleri, sottospecie nominale;
- P. w. transilis, simile alla sottospecie nominale ma con tutti i colori del piumaggio più scuri;
- P. w. frontatus, senza il rosso sul collo ma con segni rossi sulle spalle;
- P. w. minor, simile alla frontata, ma di taglia inferiore.